# Indústria fonográfica
A indústria fonográfica é o setor da economia que envolve a produção, gravação, reprodução, distribuição, comercialização e divulgação de músicas gravadas. Ela engloba o conjunto de empresas da indústria da música especializadas em gravação, edição e distribuição de mídia sonora, seja em formato de CD, fita cassete, disco de vinil ou em formatos de som digital como MP3 e streaming. Embora não exclusivamente, a maioria dos sons gravados e comercializados por estas empresas é de músicas — tanto instrumentais quanto cantadas. 
Historicamente, a indústria fonográfica consolidou-se a partir da criação dos primeiros fonogramas no final do século XIX, com o advento do fonógrafo e, posteriormente, do gramofone. Desde então, passou a estruturar-se como um mercado robusto, inicialmente centrado na venda de mídias físicas. As gravadoras, tanto as chamadas majors — grandes conglomerados internacionais — quanto as independentes, passaram a ter papel central na organização desse setor, sendo responsáveis não apenas pela gravação e distribuição de músicas, mas também pela promoção dos artistas e pela gestão dos direitos patrimoniais das obras ).
Cada unidade de produto — gravação de música, ou fala, ou efeito sonoro — das gravadoras chama-se fonograma e é identificado por um código único universal.
A partir dos anos 2000, com o avanço das tecnologias digitais e da internet, a indústria fonográfica enfrentou uma profunda transformação. O modelo tradicional baseado na venda de mídias físicas começou a declinar, dando espaço à distribuição digital, especialmente por meio das plataformas de streaming, como Spotify, Deezer, Apple Music e YouTube. Esse novo cenário impôs desafios à remuneração dos titulares de direitos, mas também ampliou as formas de circulação da música, tornando-a mais acessível globalmente.
Além da gravação e distribuição, a indústria fonográfica envolve a gestão dos direitos autorais e dos direitos conexos, que são fundamentais para garantir a remuneração dos diversos titulares envolvidos na cadeia produtiva. Nesse contexto, surgem os órgãos de gestão coletiva, que intermedeiam o licenciamento de obras e fonogramas, bem como a arrecadação e distribuição dos valores devidos pelos usos públicos das gravações, como é o caso do Escritório Central de Arrecadação e Distribuição (ECAD). 
No que tange as maiores gravadoras, têm-se: a Universal Music, a Sony Music e a Warner Music.
No Brasil, além da presença dessas três gravadoras multinacionais, destacam-se também a Disney Music, a EMI, entre outras.
Em Portugal, além das gravadoras multinacionais presentes em território nacional, destacou-se como uma das editoras independentes com maior catálogo e presença no mercado a Movieplay Portuguesa (que adquiriu o acervo das históricas editoras Orfeu e Rádio Triunfo).
Assim, a indústria fonográfica contemporânea é caracterizada pela convergência entre cultura e mercado.